# District de San Félix
Le district de San Félix est l'une des divisions qui composent la province de Chiriqui, au Panama. C'est l'une des plus anciennes de la province de Chiriqui, puisqu'elle a été fondée le 20 novembre 1607 par Don Cristobal Cacho de Santillan, étant le gouverneur Juan Lopez de Sequeira, selon certains historiens. Au recensement de 2010, le district comptait 6 304 habitants.

## Division politico-administrative
Elle est constituée de cinq cantons :
- Las Lajas
- Juay
- San Félix
- Lajas Adentro
- Santa Cruz

Le district de San Félix est actuellement composé de cinq communes : Las Lajas (Cabecera), Lajas Adentro, Santa Cruz Juay et San Félix.

## Crédit d'auteurs
- (es) Cet article est partiellement ou en totalité issu de l’article de Wikipédia en espagnol intitulé « Distrito de San Félix » (voir la liste des auteurs).